# Antenne en T

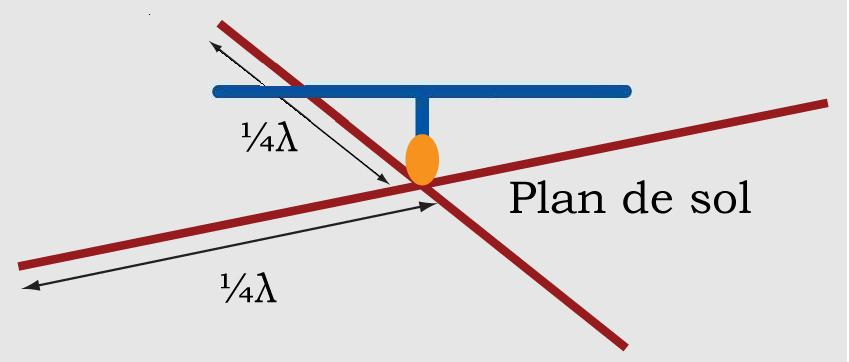
Antenne en T (de couleur bleue) sur un plan de sol en 4 radiants (de couleur rouge).

L’antenne en T est une variante d'antenne ground plane rayonnante à capacité terminale. Cette antenne en T, plus courte qu'une antenne quart d'onde (λ/4), est conçue pour fonctionner là où d'autres types d'antennes ne sont pas adaptés par leur dimension au gabarit disponible sur un navire ou entre deux pylônes. L'antenne en T peut être carénée dans la coque des aéronefs pour conserver un profil aérodynamique à des vitesses élevées.
L’antenne en T est adaptée à la réception radioélectrique et à l'émission radioélectrique par ondes de sol dans un diagramme de rayonnement omnidirectionnel en polarisation verticale dans le spectre des radiofréquences, pour une utilisation par des navires en mer, par des radioamateurs, par des stations de radiodiffusion dans les bandes basse fréquence, moyenne fréquence et haute fréquence.
Elle est constituée de fils électriques accordables en forme de T d'une longueur variable, généralement choisie pour s'adapter aux contraintes de son environnement (dimensions maximales) et à la longueur d'onde utilisée.

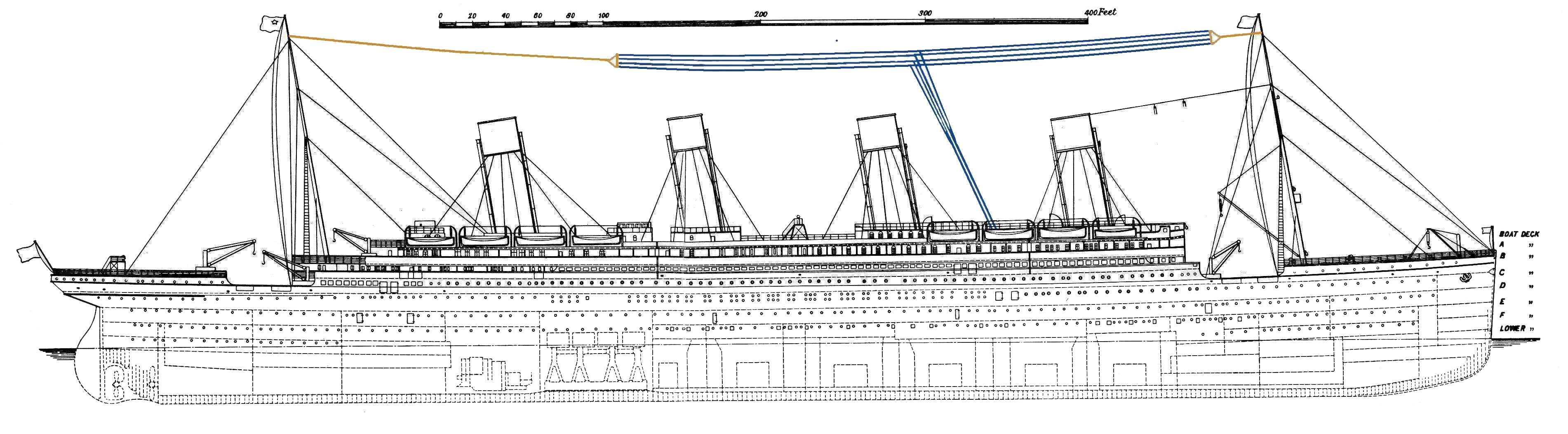
Plan longitudinal du Titanic. Entre les deux mâts:
- (de couleur jaune) un câble élastique long de 60 m variable.
- (de couleur bleue) l'antenne en T d'une longueur horizontale de 120 m avec une hauteur du brin vertical de 50 m.
La longueur horizontale est constituée de quatre fils horizontaux en bronze au silicium donc les 2 câbles intérieurs sont écartés de 2.40 m et les 2 câbles extérieurs sont éloignés de 1.80 m des câbles intérieurs. La hauteur de l'antenne au-dessus des cheminées est de 15 m. L'antenne a une impédance de l'ordre de 5.4 Ω sur 500 kHz et de l'ordre de 21.5 Ω sur 1000 kHz.

## Historique

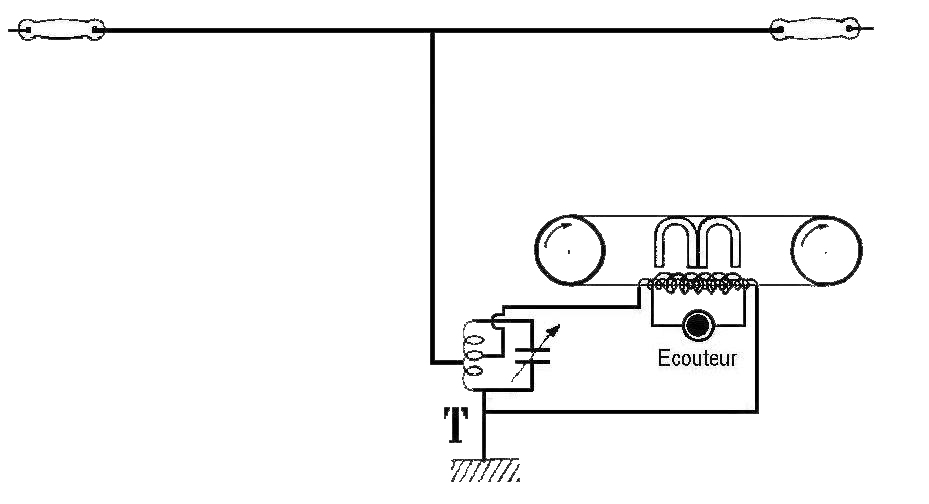
Détecteur magnétique avec l'antenne ground plane en T.

Historiquement, (dès les Conférences télégraphiques de Berlin de 1903 et 1906, Convention de Londres de 1912, Conférence de Washington de 1927), l'antenne en T a été inventée au cours des premières décennies de la radiotélégraphie et trouve une application sur les petits navires pour les premières bandes de fréquence radiotélégraphiques :
- 1 800 mètres : postes maritimes intercontinentaux pour l'échange des correspondances avec les navires en mer (166,66 kHz, puis transférée sur 143 kHz et 500 kHz),
- 600 mètres : Longueur d'onde de détresse et d'appel en radiotélégraphie (500 kHz)[2] ;
- 450 mètres : longueur d'onde de radiogoniométrie (positions des navires, des ballons dirigeables, des aéronefs)[3] (666,66 kHz) ;
- 300 mètres longueur d'onde d'appel des petits bateaux en radiotélégraphie par ondes amorties[4] (1 000 kHz).

## Description

Types d'antennes en T: (a) simple (b) multifilaires tendue entre des pylônes par des isolateurs.

La configuration comprend trois parties essentielles :
- Un fil horizontal est suspendu entre deux pylônes (ou entre deux bâtiments), avec des isolateurs aux extrémités, puis un fil rayonnant radioélectrique vertical est relié au centre du fil horizontal pour former un T à sommet plat et l'autre extrémité du fil pend en direction du sol pour être connecté à la station radioélectrique par l'intermédiaire d'une boite d'accord. Les fils d'antenne sont en forme de T à sommet plat, d'où le nom antenne en T (parfois de multiples fils horizontaux parallèles sont utilisés, reliés ensemble au fil central). L'antenne en T fonctionne en monopôle type antenne long-fil.
- Une boîte d'accord, ou un jeu de rallonge de fil électrique de longueurs différentes.
- Un contrepoids électrique (terre).

## Le brin rayonnant

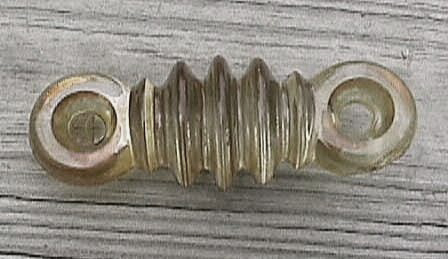
Isolateur des fils d'antenne.

Malgré un plus faible rendement qu'une antenne quart d'onde (λ/4), une antenne de ce type est relativement plus petite et permet donc de  travailler avec des longueurs d'onde élevées et des fréquences basses (VLF, LF, MF) tout en conservant des dimensions raisonnables.
Des supports de grande taille sont nécessaires pour constituer ces antennes quand on utilise les bandes :
- basse fréquence,
- moyenne fréquence,
- haute fréquence,
- bandes radioamateurs hectométriques
- bandes radioamateurs kilométriques.

Des isolateurs sont indispensables aux extrémités et doivent être conçus pour résister à des hautes tensions propres à ce type d’antenne.

La distribution de l'intensité de couleur rouge dans une antenne verticale (a) et dans l'antenne en T (b), en montrant comment le fil horizontal sert à améliorer l'efficacité du fil vertical rayonnant. À la résonance, le courant dans la partie de queue est une sinusoïde d'ondes stationnaires. Dans l'antenne verticale, le courant passe à zéro à la partie supérieure. Dans le T, le courant circule dans le fil horizontal, augmente le courant dans la partie supérieure du fil vertical. L'impédance de rayonnement et donc la puissance rayonnée sont proportionnelles au carré de la superficie de la partie verticale.
Les intensités électriques dans les deux demi-brins horizontaux sont de sens opposés donc les deux champs radioélectrique créés s'annulent mutuellement, seul le brin vertical participe au rayonnement lointain de l'antenne radioélectrique.

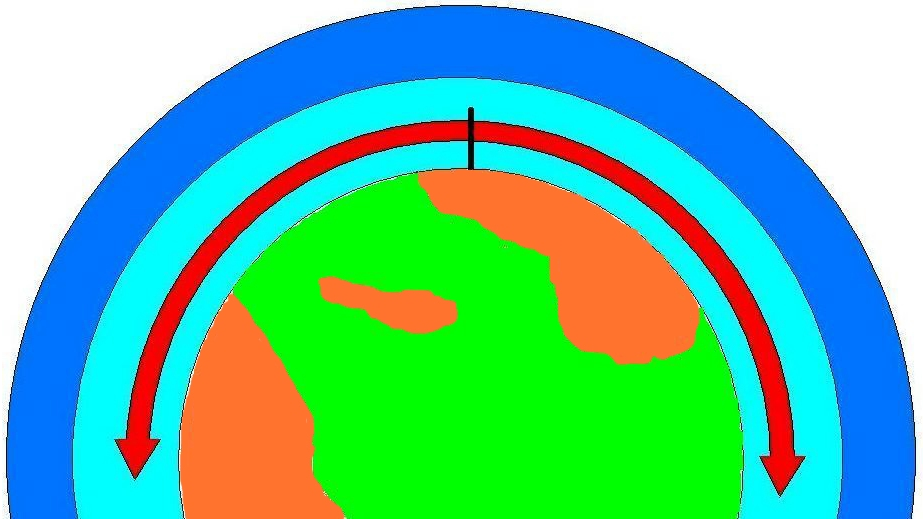
La propagation par l'onde de sol sur la surface de la Terre.

L’antenne en T (monopôle) est plus petite qu'une antenne quart de longueur d'onde (λ/4), avec un système capacitif constitué par les deux bras horizontaux du T parcourus par des intensités électriques en sens opposés dans les deux demi-brins horizontaux, donc les deux champs radioélectriques créés s'annulent mutuellement, ce qui provoque des ondes radios s'annulant mutuellement, avec des courants de masse s'annulant aussi, le fil horizontal rayonne donc très peu. Seul le brin vertical participe au rayonnement lointain de l'antenne radioélectrique.

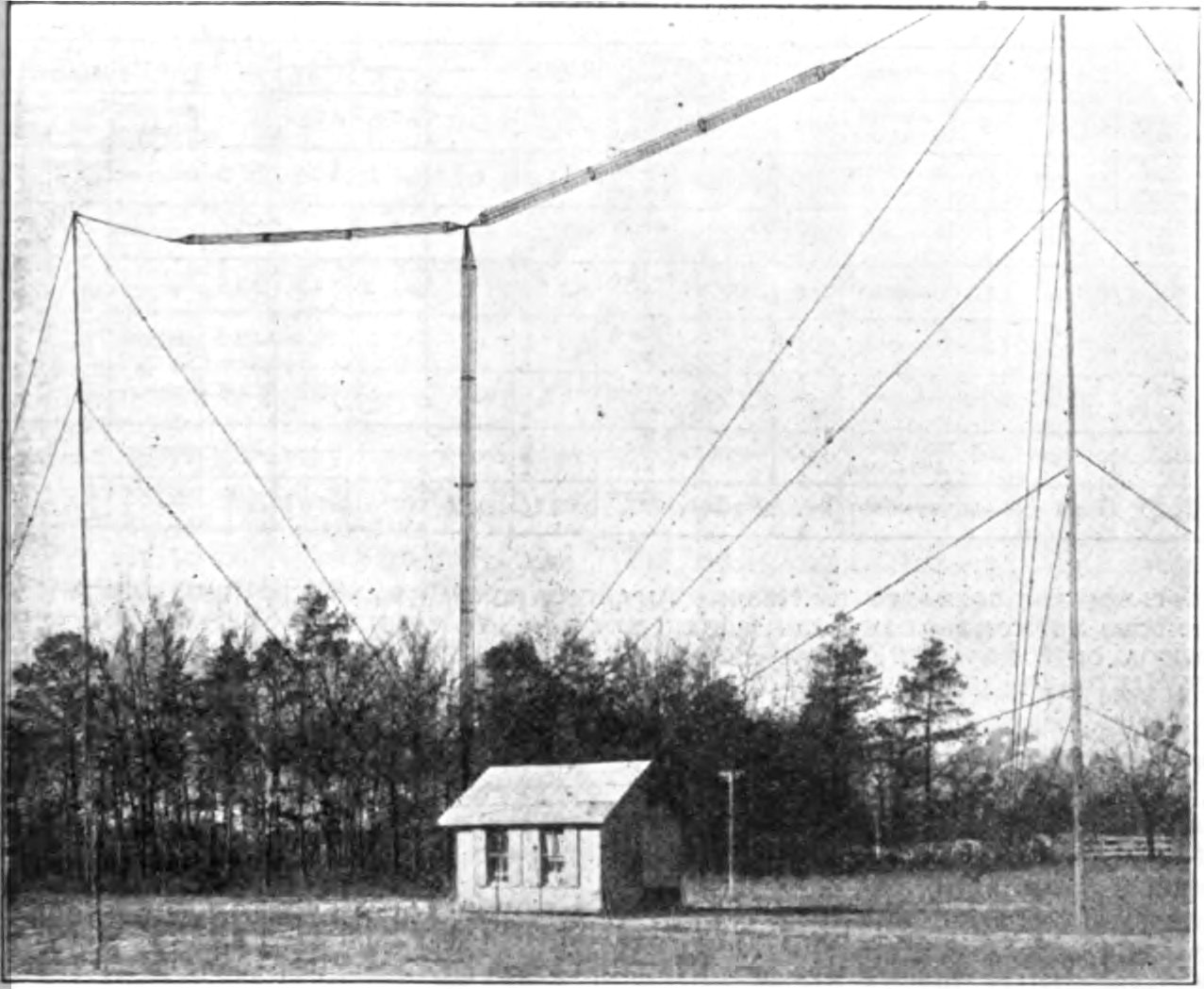
Antenne en T de station de radioamateur bande des 160 mètres en 1922.

Le fil horizontal sert à ajouter une capacité à la partie supérieure de l'antenne (la capacité n'augmente pas proportionnellement à la longueur des fils), ce qui augmente les courants dans la partie supérieure du fil vertical (voir dessin à droite), en augmentant le rapport de la résistance de rayonnement/résistance ohmique et son efficacité permettant l'augmentation de la bande passante et de rayonner une plus grande puissance radioélectrique. Les signaux de réception radioélectrique sont reçus plus fort de (3 à 6 dB) par comparaison avec une antenne fouet (raccourcie) de même hauteur. Ainsi, la puissance rayonnée (ou reçue) par une antenne en T est au maximum quatre fois celle d'un monopôle vertical de même hauteur. Sans le fil horizontal, la distribution de courant dans le fil vertical diminuerait linéairement vers zéro au sommet (voir dessin ci-dessus). Cependant, l'antenne est moins efficace qu'une antenne verticale monopôle de longueur conventionnelle (λ/4).
Le coefficient de qualité Q est élevé et donc la bande passante est étroite.
Les antennes en T sont généralement utilisées dans les basses fréquences où il n'est pas pratique de construire une antenne quart d'onde verticale en raison de sa hauteur, et le fil vertical rayonnant est souvent très court électriquement ; la longueur de l'antenne est égale à une petite fraction de la longueur d'onde (souvent inférieur à 0.1 λ). Pour une meilleure résistance de rayonnement l'antenne doit être suspendue aussi haut que possible. La puissance rayonnée (ou reçue) par une antenne verticale courte électriquement, comme l'antenne en T, est proportionnelle au carré de la "hauteur effective" de l'antenne, donc l'antenne devrait être aussi haute que possible.
Le fil vertical est l'élément rayonnant réel, l'antenne rayonne en polarisation verticale et en une onde de sol dans un diagramme de rayonnement omnidirectionnel, avec une puissance égale dans toutes les directions azimutales. La puissance est maximale dans une direction horizontale ou à un angle d'élévation faible, diminuant à zéro à l'apogée. L'orientation du fil horizontal fait peu de différences.
Cela rend cette antenne efficace dans les bandes basse fréquence et moyenne fréquence qui se propagent par onde de sol dans un diagramme de rayonnement omnidirectionnel en polarisation verticale dans le spectre des radiofréquences et elle rayonne aussi suffisamment de puissance à des angles d'élévation élevés pour être utilisable pour les radiocommunications à grande distance par "ondes de ciel" ("skip").
Plus petite qu'une antenne λ/4, l'antenne en T dispose d'une grande réactance capacitive. Pour rendre la transmission de l'antenne résonnante, cette capacité doit être annulée par addition d'un inducteur : une bobine de chargement, en série avec le brin de l'antenne. L'inductance et la grande capacité par rapport à sa faible résistance de rayonnement rend le circuit accordé de antenne avec une forte qualité de surtension Q, avec une largeur de bande étroite, sur laquelle l'impédance reste adaptée à la ligne de transmission, par rapport à une λ/4 monopôle. Le Q élevé provoque également des tensions élevées et des courants sur l'antenne, environ Q fois la tension de conduite-point. Pour des émissions de forte puissance, la puissance de sortie est souvent limitée par l'apparition de décharges Corona sur les fils.
La bobine de chargement doit avoir une inductance élevée et être réglable lorsque la fréquence est modifiée pour un ROS proche de 1:1, avec de faibles pertes à la fréquence de transmission, elle doit transporter des courants élevés et supporter des tensions élevées aux extrémités.
À basses fréquences, la résistance de rayonnement est très faible, souvent inférieure à 1 ohm, de sorte que le rendement est limité par la résistance de l'antenne. La puissance d'entrée est répartie entre la résistance de rayonnement et les résistances ohmiques des circuits « antenne-sol, système au sol », surtout la bobine et le sol. La résistance électrique doit être très faible dans la bobine et dans le sol pour minimiser la puissance perdue.
La résistance de rayonnement de l'antenne en T idéale avec une capacité de charge supérieure est infinie :
{\displaystyle R_{R}=80\pi ^{2}\left({\frac {L}{\lambda }}\right)^{2}\,}
de sorte la puissance rayonnée est:
{\displaystyle P=80\pi ^{2}\left({\frac {LI_{0}}{\lambda }}\right)^{2}\,}
où L est la hauteur de l'antenne, λ est la longueur d'onde, et I0 est le courant efficace d'entrée en ampères.

### Antenne en T transportable
Dans cette application, l'antenne est démontable et remontable à volonté, le déplacement s'effectuant avec l'antenne démontée. 

Cette antenne monopôle est accordée par une boîte de couplage. Le brin d’antenne peut être suspendue entre deux constructions, par exemple entre deux pylônes, entre deux arbres ou deux mâts d'un bateau. Une astuce pour les stations transportables est de lancer un poids raccordé à une ficelle (éventuellement par un lance-pierre) sur une branche d'arbre pour installer et ériger l'antenne, en conservant toujours un sol artificiel métallique ou des fils de masse.

### Antenne de navire

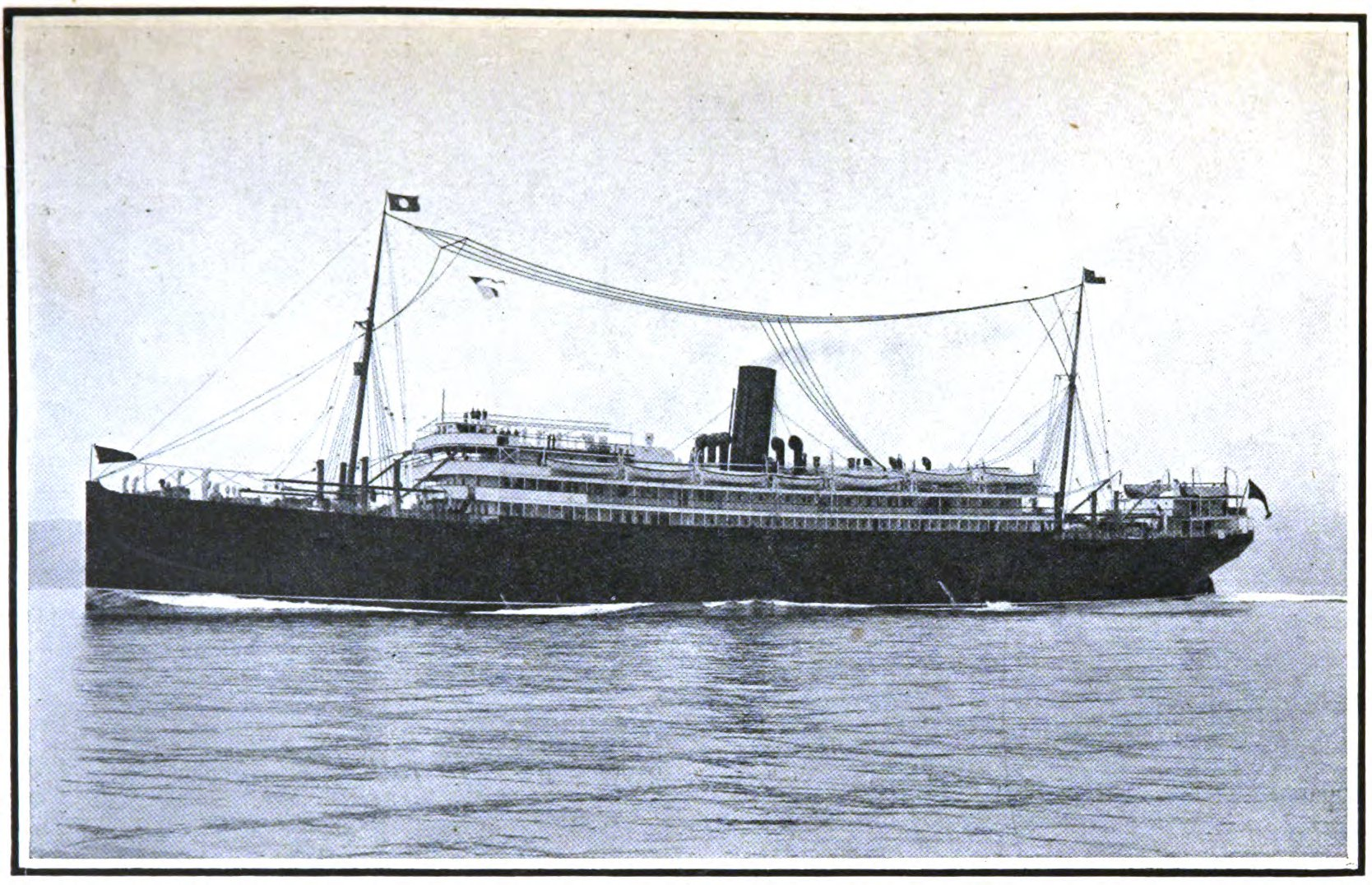
Antenne en T de navire.

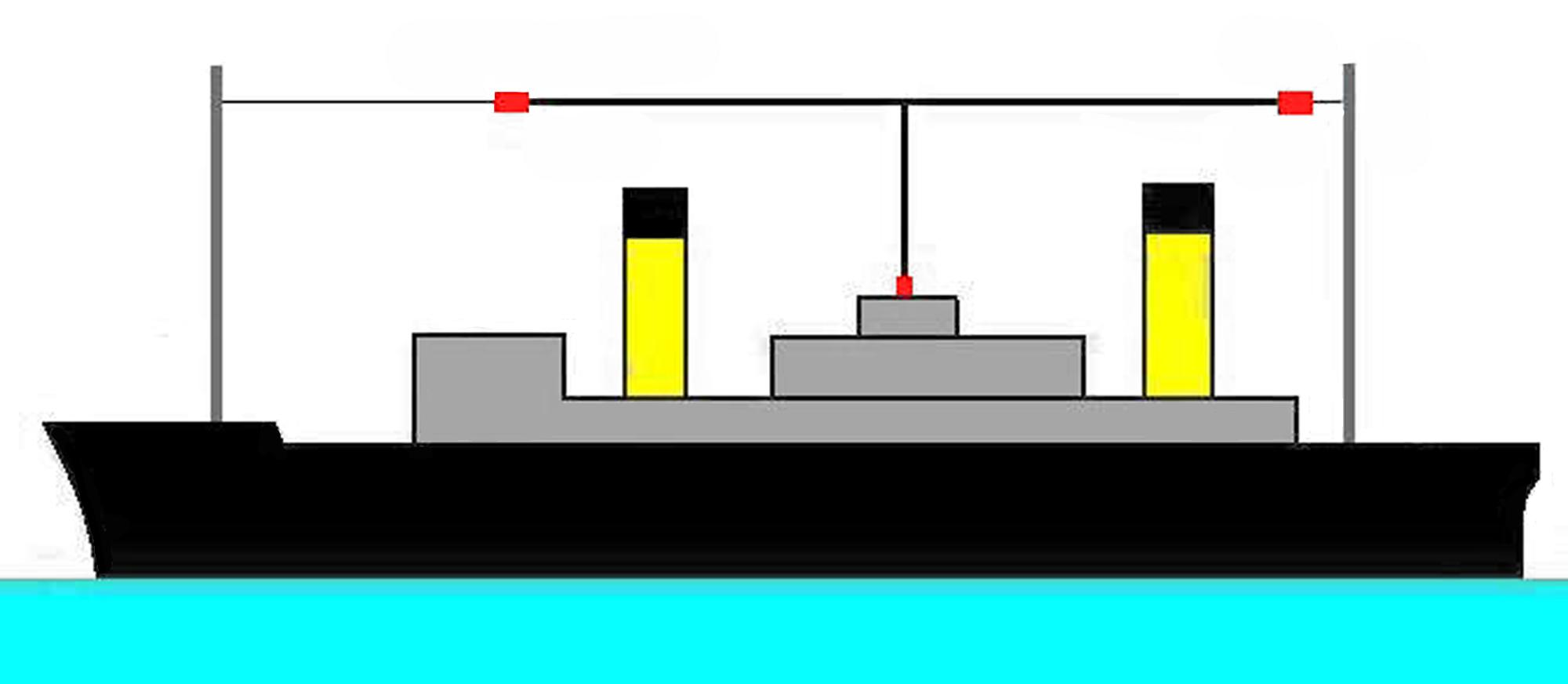
Antenne en T soutenue entre des pylônes par des isolateurs.

L'antenne en T placée le plus haut possible est accordée à la fréquence de résonance par une boîte de couplage automatique.
 L'antenne est érigée au-dessus du navire.
 Capable de fonctionner dans les bandes marines et sur les fréquences internationales de 2 182 kHz, de 500 kHz, de 143 kHz. Pour un bon fonctionnement, une forte réactance inductive allonge électriquement l'antenne en T.
L'antenne en T de la station radiotélégraphique du navire Titanic était composée de deux câbles parallèles longs de 50 m et verticaux (sortant du toit de la station radiotélégraphique) et suspendus aux câbles en bronze d'une longueur de 120 m tendus horizontalement par un câble élastique de 60 m long fixé sur le mât arrière, l'ensemble s'étendait entre les deux mâts distants de 183 m sur le navire. La hauteur de l'antenne au-dessus des cheminées est de 15 m.

### Circuit équivalent
Le circuit équivalent de l'antenne (bobine de chargement) est la combinaison en série de la réactance capacitive de l'antenne, la réactance inductive de la bobine de charge, et la résistance de rayonnement et les autres résistances du circuit d'antenne-sol. Ainsi, l'impédance d'entrée est :
{\displaystyle z=R_{C}+R_{D}+R_{L}+R_{G}+R_{R}+j\omega L-{\frac {1}{j\omega C}}\,}
À la fréquence de résonance, la réactance capacitive de l'antenne est annulée par la bobine de charge de telle sorte que l'impédance d'entrée à la résonance z 0 est simplement la somme des résistances dans le circuit d'antenne :
{\displaystyle z_{0}=R_{C}+R_{D}+R_{L}+R_{G}+R_{R}\,}
De sorte que le rendement η de l'antenne, le rapport entre la puissance rayonnée et la puissance d'entrée de la ligne d'alimentation, est :
{\displaystyle \eta ={\frac {R_{R}}{R_{C}+R_{D}+R_{L}+R_{G}+R_{R}}}\,}
où
RC est la résistance ohmique des conducteurs d'antenne (pertes cuivre)
RD est les pertes diélectriques équivalentes séries
RL est la résistance équivalente série de la bobine de chargement
RG est la résistance du système au sol
RR est la résistance de rayonnement
C est la capacité de l'antenne aux bornes d'entrée
L est l'inductance de la bobine de chargement
On peut constater que la résistance de rayonnement est généralement très faible, le problème de conception majeur est de garder les autres résistances faibles dans le système d'antenne-sol, pour obtenir la plus grande efficacité possible.

## La boite d'accord
Le circuit d'accord le plus simple est le circuit en L.
Comme pour tout circuit d'accord, son rôle est double :
1°) Amener l’ensemble à la résonance, en vibration électrique.
2°) Coupler et adapter l'impédance caractéristique de l’antenne a la station.
Soit l’antenne rentre dans la station radio pour être raccordée à la boite de couplage manuelle.
Soit l’antenne est raccordée directement à une boite de couplage étanche en extérieur.
L'antenne monopôle en T  est installée le plus haut possible, l'antenne est alimentée par une boite de couplage automatique (obligatoire sur les navires pour les bandes marines). 
 Pour une prise d'écoute sur une fréquence, l'opérateur radio doit appuyer 5 secondes sur la touche "TUNE" ou siffler 5 secondes dans le micro de l'émetteur BLU pour l'accord du coupleur automatique.

## Contrepoids électrique

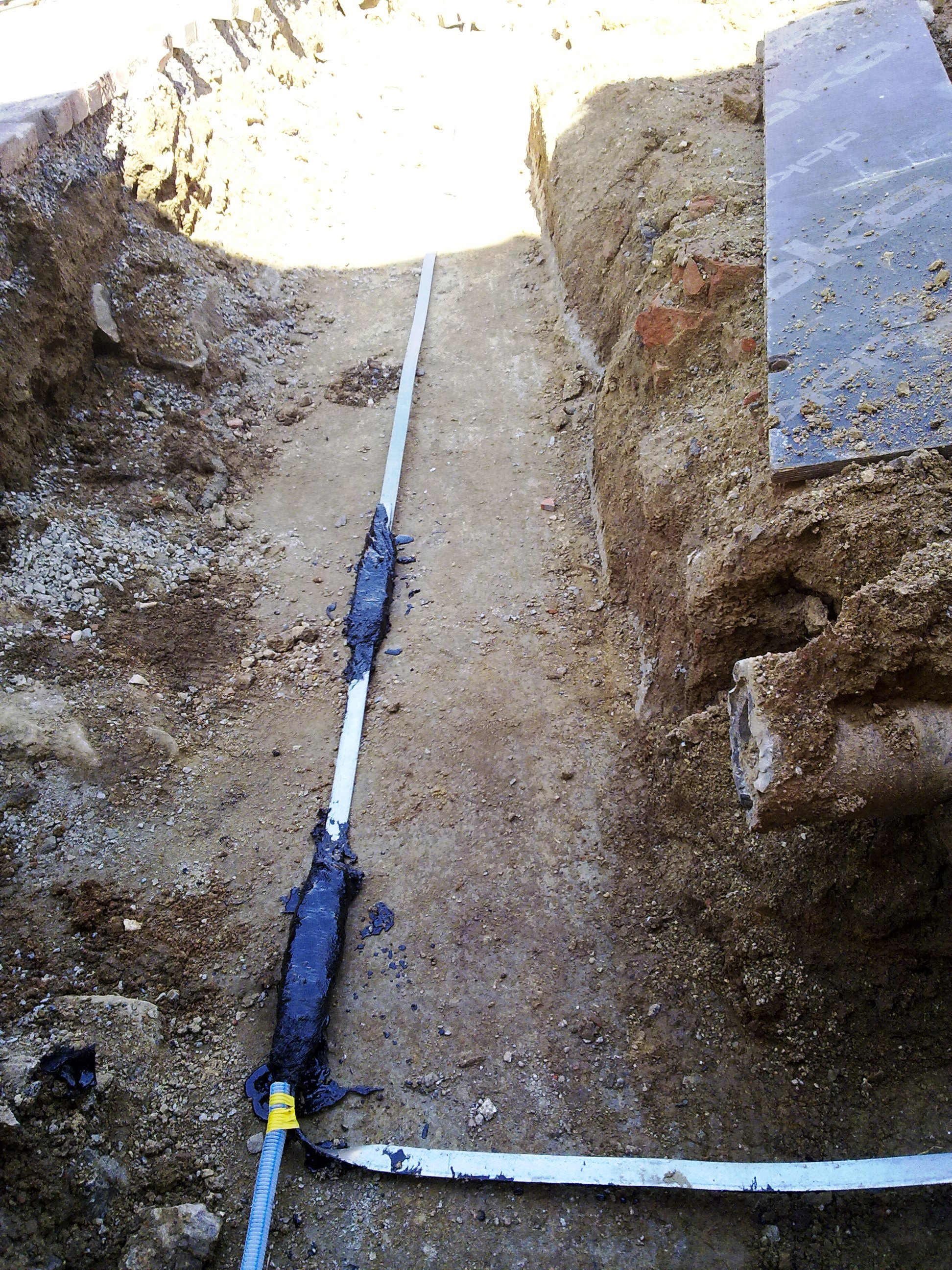
Contrepoids dans le sol

Cette partie de l’antenne est importante. Dans le brin rayonnant, le courant engendre des ondes électromagnétiques qui doivent revenir à la boite d'accord, par liaison capacitive avec le sol puis par conduction dans ce sol.
Aux basses fréquences, l'antenne nécessite une faible résistance à la masse pour être efficace. De nombreux fils électriques enfouis d'environ 1 m dans la terre, reliés entre eux au centre (sous la base du fil vertical) puis s'étendant à l'extérieur assez loin.
Aux fréquences VLF la résistance du sol devient un problème, le système de contrepoids électrique est un sol radial virtuel soulevé de plusieurs centimètres au-dessus du sol, isolé de lui, pour former un contrepoids.
Le contrepoids électrique peut être réalisé à l'aide d'un contact électrique dans le sol par exemple :
- une prise de terre dans une zone humide,
- une canalisation d'eau,
- le circuit de terre du bâtiment.
- un sol artificiel métallique par exemple en grillage de grande surface directement sous la base de l'antenne et autour de l'antenne.
- un contrepoids en fils de grande longueur répartis régulièrement autour du brin vertical de l'antenne.
- un piquet enfoncé assez profondément dans un sol humide ; (Pour obtenir un ROS de 1:1, la connexion entre ce piquet et la masse de la boite doit être la plus courte possible),
- des fils sont déroulés à terre suivant des directions perpendiculaires à la projection du T des brins d'antenne, une forte capacité avec le sol, la masse de la boite de couplage est reliée à la coque du navire.

## Avantages

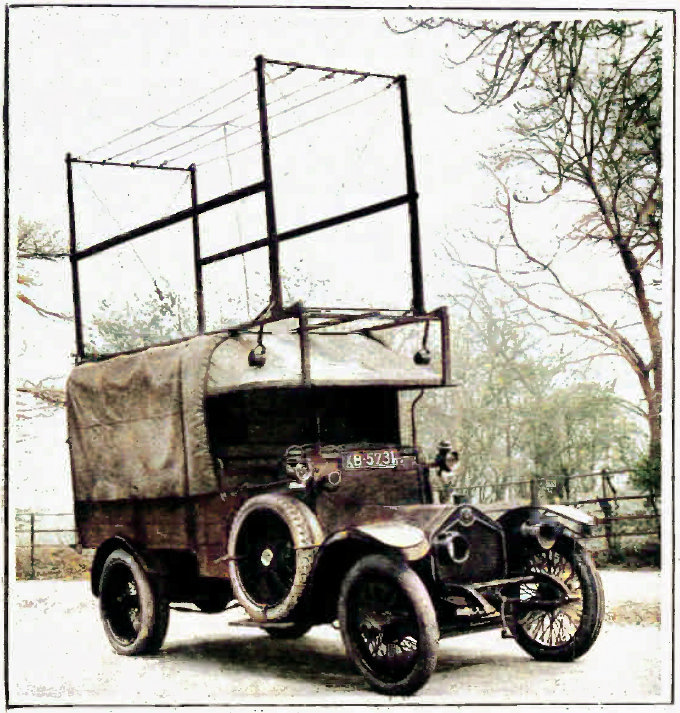
Antenne en T sur une voiture.

L'antenne en T est à résonance variable, d'où un rendement optimal sans se préoccuper de la grandeur du T quant à sa résonance, ni de sa hauteur par rapport au sol pour son impédance. Le brin vertical de l’antenne est raccordé à une boite de couplage qui avoisine un ROS de 1:1 sur toutes les fréquences de toutes les bandes.

## Inconvénients
Inconvénients de « l’antenne en T » :
- L’antenne peut être raccordée directement à une boite de couplage étanche en extérieur ; sinon l’antenne rentre dans la station pour être raccordée à la boite de couplage, donc une partie de la puissance est alors rayonnée à l'intérieur de la station.

- L’antenne en T est asymétrique donc :

En émission en zone urbaine, l'antenne monopôle peut, si elle utilise un plan de terre commun avec les câbles électriques des appareils voisins, perturber les systèmes électrotechniques, électroniques, informatiques, appareils électroménagers, enceintes audio ; le champ créé par le retour des courants HF est aussi responsable du brouillage des récepteurs radios et des télévisions dans l’entourage immédiat de l’antenne.
En réception : l’antenne reçoit une multitude de parasites et de brouillages créant un niveau important de bruit reçu. L’antenne en T est donc très bruyante si elle reçoit des signaux faibles en zone tropicale et équatoriale.

## Antenne monobande

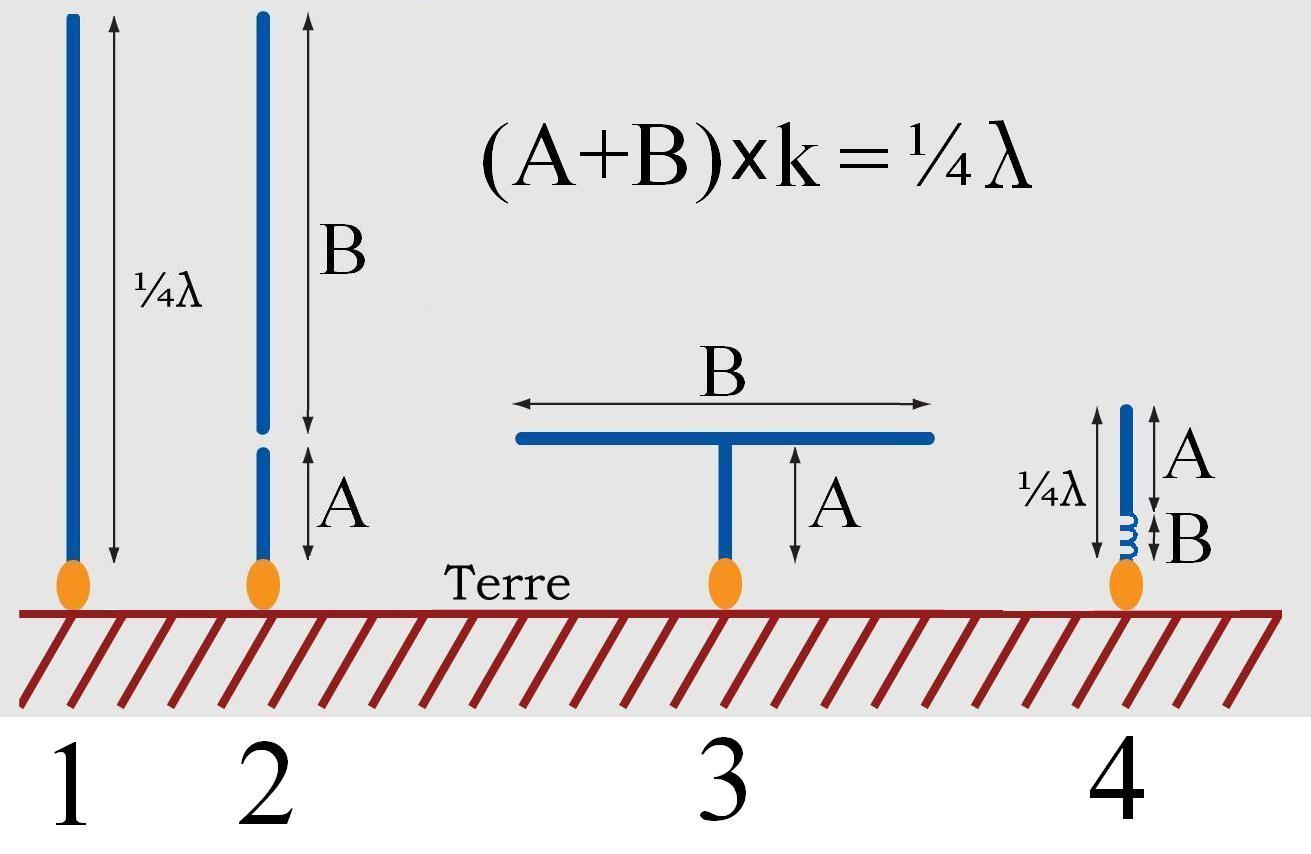
Antennes fouet monopôle plus courte que λ/4:
1 L’antenne fouet monopôle λ/4
2 L’antenne monopôle λ/4 coupée en section A et en section B
3 L’antenne en T monopôle section A à capacité terminale section B
4 L’antenne fouet monopôle section A à bobine section B (faible rendement)
(pour l’antenne 3 le coefficient K= 0,7 à 0,8, l’antenne en T résonant en λ/4).

### L'antenne en T monobande
L'antenne en T monobande est une antenne ground plane raccourcie et qui résonne donc en quart d'onde sur une unique fréquence radioélectrique ; le rendement de l'antenne est directement lié à la longueur du brin vertical, l'impédance d'un dizaine d'ohms est présentée au câble coaxial d'alimentation au travers d'un adaptateur d'impédance ou d'un transformateur d'impédance. Le rayonnement omnidirectionnel en polarisation verticale se fait par onde de sol.
La configuration essentielle pour un bon rendement radioélectrique est constituée :
- d'une longueur de fil électrique verticale servant au rayonnement,
- d'une longueur de fil électrique horizontale servant a rallonger le fil vertical,
- ces deux longueurs (verticale et horizontale) additionnées sont proches de la longueur du λ/4 pour entrer en résonance radioélectrique monopôle,
- le plan de sol doit être d'excellente qualité.

Sur la même conception, l'antenne en T multifilaire monobande était utilisée avec un émetteur radioélectrique de forte puissance à onde longue et à ondes moyennes. L'antenne composée de plusieurs fils parallèles pour une forte capacité, est parfois longue de plusieurs centaines de mètres. Plusieurs fils verticaux rayonnant séparés les uns des autres peuvent être utilisés pour alimenter chaque brin horizontal. Ce nombre de fils parallèles « N » diminue la valeur de la impédance électrique équivalente au sol, et donc la puissance dissipée dans le sol, la résistance équivalente est réduite à 1/N comparée à celle d'une antenne en T simple.

### L'antenne à fente annulaire

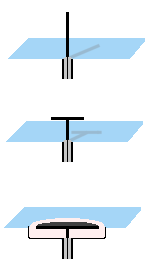
Formes des antennes à fente annulaire

L'antenne à fente annulaire est une variante de l'antenne en T considérablement réduite et carénée dans une coque d'aéronef pour être efficace, sur le plan aérodynamique, à des vitesses élevées.
Il s'agit d'une antenne λ/4 ayant une forte capacité dans la partie haute et qui résonne en fréquence. Cette antenne est alimentée par l'intermédiaire d'un câble coaxial.
L'antenne est utilisable pour les transpondeurs et les radars secondaires d'aéronefs.

### L'antenne marguerite
L'antenne marguerite est à forte capacité terminale constituée par un plan horizontal de 4 m de diamètre pour travailler dans la bande 200 kHz à 700 kHz ,. 
Cette antenne marguerite est utilisée principalement par les radiophares.

### Transformateur d'impédance pour antenne en T
L'antenne en T peut fonctionner avec un transformateur d'impédance. La résonance de l'antenne présente au travers d'un transformateur une impédance standard de 50 Ω. Dans ce cas un câble coaxial de 50 Ω est raccordé au transformateur. Ce transformateur d'impédance augmente la faible impédance de l'antenne.
- Avantages :

Le câble coaxial est raccordé entre le transformateur et la station (pas d'antenne dans la station donc pas de puissance rayonnée à l'intérieur de la station).
Le câble coaxial passe facilement dans une construction sans isolant électrique d'antenne.
- Inconvénients :

Elle travaille dans une étroite bande prédéterminée sans réglage d'antenne possible.

## Galerie

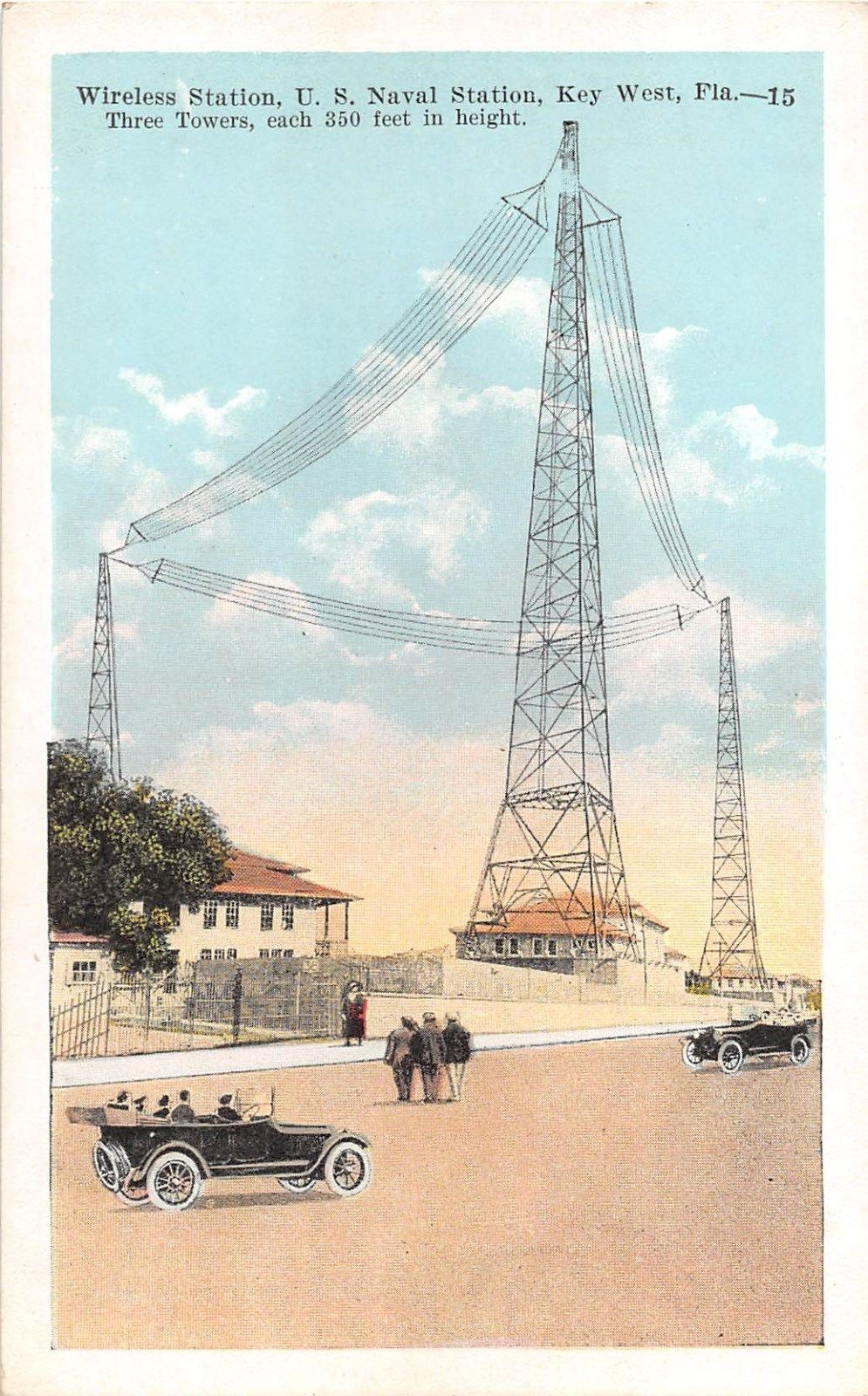
Antenne long-fil multi-filaire de la station radio de l'U.S. Navy constituée de 3 mâts de 350 pieds disposés en triangle et d'un réseau de fil suspendu, à Key West (1920).